# TECH Global University
TECH Global University è un consorzio internazionale di università private digitali. Offre corsi di laurea, laurea magistrale e post-laurea online ufficiali. I suoi programmi includono dottorati, laurea, master, master semipresenziali, master specialistico, esperti universitari, programmi di sviluppo manageriale e corsi di lingua per il diploma. TECH opera come in 150 Paesi, coprendo Europa, America, Africa, Asia e Oceania.

## La storia
TECH Global University è stata fondata nel 2005. L'istituzione è organizzata come un gruppo internazionale di università digitali private, focalizzate sulla formazione continua e post-laurea. Questo cluster è guidato da Tech Education Rights & Technologies SL, una società tecnologica di proprietà spagnola.
La società madre di TECH è stata riconosciuta dal Financial Times come una delle 200 aziende a più rapida crescita in Europa nel 2017 e nel 2018.
Nel febbraio 2019, l'università ha stretto un accordo con Harvard Business Publishing, diventando la prima università online a incorporare i Cases della Harvard Business School nella sua offerta accademica.
Dal 2020, la prestigiosa rivista Forbes ha riconosciuto TECH per diversi anni consecutivi come "la migliore università digitale del mondo".
Nel febbraio 2022 ha firmato un accordo pluriennale con la National Basketball Association.
TECH è attualmente un'università ufficiale in Spagna, Andorra , Messico, Costa Rica, Tanzania e Marocco.

## Collegi e scuole
TECH Global University distribuisce i suoi programmi didattici in venti facoltà online e due scuole di specializzazione.
Organizzazione
1. Facoltà di Scienze Motorie
2. Facoltà di Giurisprudenza
3. Facoltà di Design
4. Facoltà di Educazione
5. Facoltà di Infermieristica
6. Scuola di Lingue
7. Business School
8. Facoltà di Farmacia
9. Facoltà di Fisioterapia
10. Facoltà di Scienze Umanistche
11. Facoltà di Informatica
12. Facoltà di Ingegneria
13. Facoltà di Intelligenza Artificiale
14. Facoltà di Medicina
15. Facoltà di Nutrizione
16. Facoltà di Odontoiatria
17. Facoltà di Giornalismo e comunicazione
18. Facoltà di Psicologia
19. Facoltà di Veterinaria
20. Facoltà di Videogiochi